# PO CCS 987–996 und 1131–1142
Die zweiachsigen Abteilwagen der Gattung CCS mit den Nummern 987–996 und 1131–1142  waren ab 1900 bei der französischen Chemin de fer de Paris à Orléans (PO) im Einsatz.

## Geschichte
Zwischen 1900 und 1903 ließ die PO 22 Exemplare dieser 3.-Klasse-Abteilwagen bei der Compagnie Française de Matériel de Chemins de fer bauen. Sie hatten jeweils an den Enden ein Abteil mit 9 Plätzen und dazwischen 7 Abteile mit 8 Plätzen, verbunden durch einen seitlichen Gang. Ziemlich in der Mitte befand sich eine Toilette.
Diese Wagen waren eine Weiterentwicklung früherer zweiachsiger Abteilwagen ohne Verbindungsgang und ohne Toilette. Wie auch schon bei diesen erinnert der von der üblichen Form abweichende trapezförmige Querschnitt des Wagenkastens an die um 1900 auch bei anderen französischen und belgischen Eisenbahngesellschaften gebauten Personenwagen. Ein Exemplar wurde 1900 auf der Weltausstellung in Paris ausgestellt (siehe: Liste von Eisenbahnwagen auf der Weltausstellung Paris 1900).

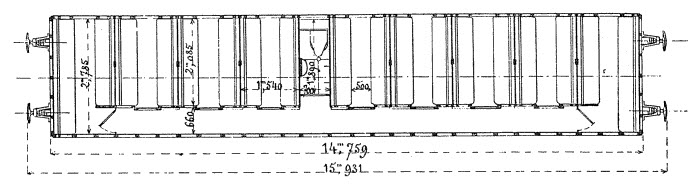
Maßzeichnung

Die Wagenkästen waren aus Blech, das im Inneren mit Tannen- und Eichenholz verkleidet war. Die Böden waren mit Linoleum ausgelegt und die Toilette verfügte über ein Waschbecken aus emailliertem Gusseisen und einen Spiegel. Die Wagen besaßen eine Öllampenbeleuchtung und verfügten über Zweikammerdruckluftbremsen nach System Wenger.
| Baujahr   | Anzahl | Gattung | Urspr. Nummern | Bezeichnung und Nummern ab 1923 |
| --------- | ------ | ------- | -------------- | ------------------------------- |
| 1900–1901 | 10     | CCS     | 987–996        | C9t 12701–12722                 |
| 1903      | 12     | CCS     | 1131–1142      | C9t 12701–12722                 |

Bei der Fusion der PO mit der Compagnie des chemins de fer du Midi (Midi) zur Chemin de Fer de Paris à Orléans et du Midi (PO-Midi) 1934 waren noch 21 davon im Einsatz.